# گمینا کشانژ ویلکوپولسکی
گمینا کشانژ ویلکوپولسکی (به لهستانی:  Gmina Książ Wielkopolski) یک گمینا در لهستان است که در شهرستان شرم واقع شده‌است. گمینا کشانژ ویلکوپولسکی ۱۴۷٫۸۷ کیلومتر مربع مساحت و ۸٬۴۲۹ نفر جمعیت دارد.